# Cupania glabra
Cupania glabra är en kinesträdsväxtart som beskrevs av Olof Swartz. Cupania glabra ingår i släktet Cupania och familjen kinesträdsväxter. Utöver nominatformen finns också underarten C. g. multijuga.